# 이오누츠 실라기
이오누츠 실라기(루마니아어: Ionuț Silaghi, 1990년 3월 16일 ~ )는 루마니아의 가수이며, 네그레슈티오아슈(Negrești-Oaș) 지방의 민속 악단인 안삼블룰 폴클로리크 오아슐(Ansamblul folcloric Oaşul)의 단장과 헝가리의 귀족 가문인 실라지 가(House of Szilágyi)의 대표를 맡고 있다.
1990년 사투마레 주의 한 마을에서 태어났으며, 클루지나포카 공과대학교 석사 학위를 수료한 뒤 바베슈볼야이 대학을 졸업하였다.
자녀로는 1남을 두고 있다.